# Katherine Jackson
Katherine Esther Scruse, vedova Jackson (Clayton, 4 maggio 1930), è la matriarca della famiglia Jackson, che comprende i suoi figli Michael e Janet Jackson.

## Biografia
È nata nel 1930 a Clayton, in Alabama, con il nome di Kattie B. Screws. I suoi genitori erano due afroamericani di umilissime origini: Prince Albert Screws (1907-1997), che faceva l'operaio nelle ferrovie, e Marta Bridgett Upshaw (1907-1990), una casalinga. Aveva anche una sorella minore di nome Hattie Mae (1931-1979). Nel 1934 Prince Albert Screws cambiò il suo cognome in Scruse ed il nominativo anagrafico della figlia in Katherine Esther Scruse. Nel 1936, quando aveva sei anni, Katherine contrasse la poliomielite, che la costringerà a zoppicare per il resto della sua vita, e si trasferì con la famiglia nell'Indiana, prima a East Chicago e poi a Gary, dove Albert iniziò a lavorare in un'acciaieria. Nello stesso anno, i genitori di Katherine divorziarono e lei iniziò a prendersi cura della sorella.
Nel 1946 conobbe Joseph "Joe" Jackson, che viveva a East Chicago. I due si sposarono tre anni dopo e comprarono una casa a Gary. I coniugi diedero alla luce dieci figli: Rebbie (1950), Jackie (1951), Tito (1953-2024), Jermaine (1954), La Toya (1956), Marlon (1957) e suo fratello gemello Brandon (1957-1957), morto alla nascita, Michael (1958-2009), Randy (1961) e Janet (1966). Nel 1965 Katherine divenne testimone di Geova.

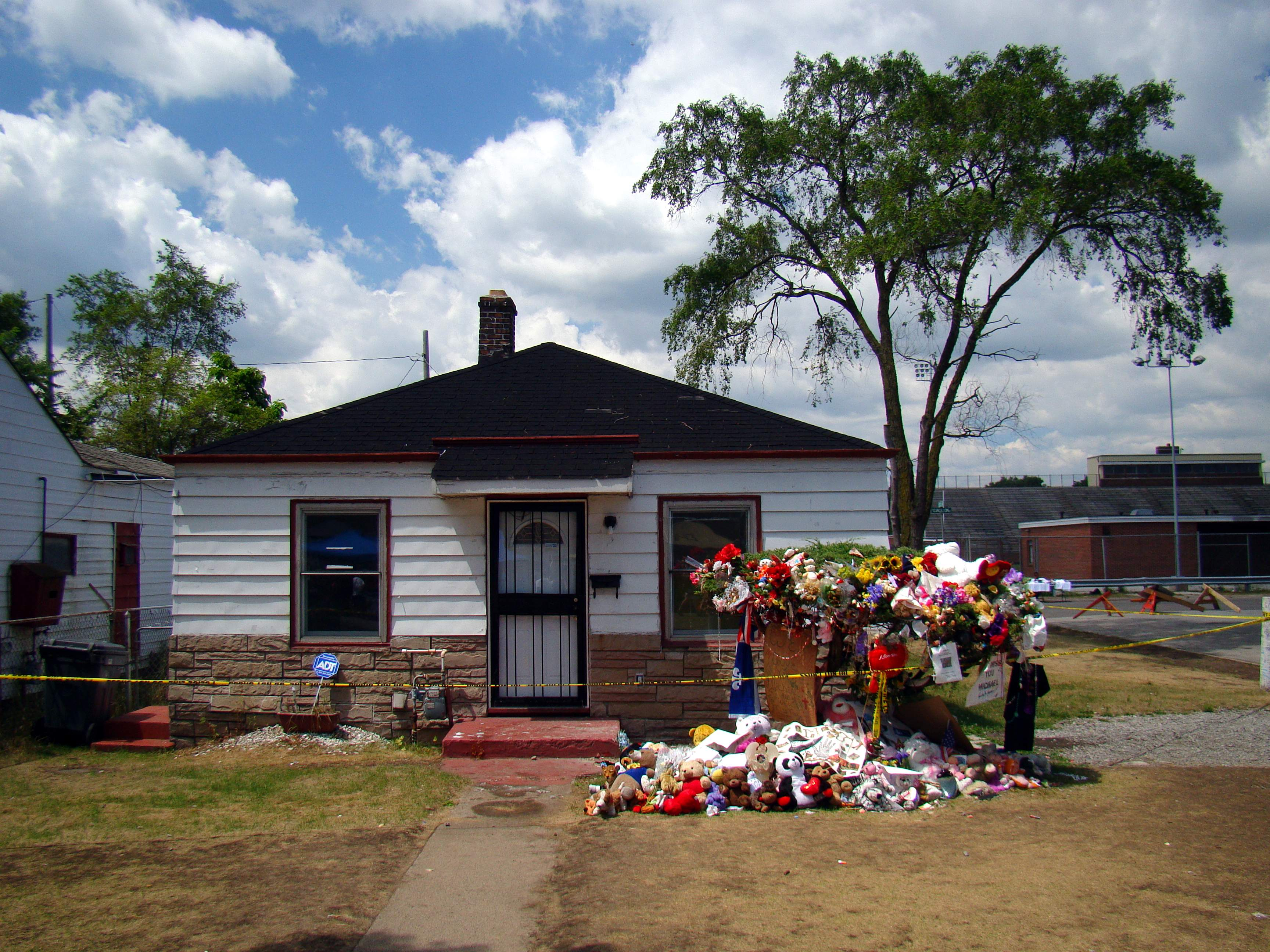
La casa di Joe e Katherine Jackson a Gary, Indiana, casa natale di tutti i loro figli

Dopo che i suoi figli maschi più grandi ebbero un grandissimo successo musicale a partire dal 1968 con il gruppo di famiglia The Jackson 5, nel 1971 si trasferirono tutti in California a Los Angeles, dove Joe comprò loro una villa al 4630 di Hayvenhurst Ave, Encino, che rimase la residenza familiare fino al 2014.
A causa delle relazioni extraconiugali di Joe, Katherine chiese il divorzio una prima volta nel 1973 e una seconda nel 1982, ma, decise di ritirare entrambe le richieste. Durante la loro relazione, mentre vivevano a Encino, lui si trasferì a Las Vegas, pare per paura dei continui terremoti a Los Angeles. Chiederà il divorzio una terza volta nel 2010 per poi abbandonare definitivamente l'idea. Resterà sua moglie fino al 2018, anno della morte di Joe.
Nel 2009, anno della morte di Michael Jackson, le vennero affidati dall'ultimo testamento redatto dal figlio i tre figli del cantante: Prince, Paris e Michael Jackson II (soprannominato Blanket). I tre figli di Michael Jackson andarono a vivere con la nonna paterna inizialmente nella tenuta di famiglia a Hayvenhurst, Encino. Nel 2014 si trasferirono tutti a Calabasas in una nuova villa da 10,75 milioni di dollari, acquistata per loro dalla società che gestisce l'eredità di Michael Jackson.
Nel 2010, assieme ai tre figli di Michael e a Joseph Jackson, concede un'intervista esclusiva a Oprah Winfrey.
Nel luglio del 2012 Katherine Jackson venne data brevemente per scomparsa, mentre in seguito si scoprì che alcuni dei suoi figli l'avevano portata in un centro benessere senza avvisare la restante parte della famiglia, inclusi i tre figli di Michael Jackson.
A causa della bagarre familiare che seguì la sua presunta scomparsa, e a causa dell'età avanzata, la signora Jackson divise la custodia dei nipoti diventando co-tutrice legale di loro con l'aiuto di un altro suo nipote, TJ Jackson, terzogenito di Tito Jackson, mentre in seguito ha presentato la documentazione per trasferire la piena tutela a TJ a partire dall'ottobre 2017.
Nella prima metà del 2024 la donna è tornata nelle cronache quando, assieme a suo nipote Bigi (prima conosciuto come Blanket), terzogenito di Michael Jackson, si è opposta alla vendita alla Sony Music di metà del catalogo personale di suo figlio Michael, chiamato Mijac Music, asserendo che la vendita andrebbe contro i desideri espressi nel testamento di suo figlio. La corte ha respinto l’argomentazione e suo nipote Bigi ha rifiutato di appellarsi, andando contro alla nonna, convinto che l'appello non avrebbe avuto successo.
Il 15 settembre 2024 perde il figlio Tito Jackson, morto improvvisamente di infarto a 70 anni mentre era di passaggio nel Nuovo Messico durante un viaggio in macchina verso la sua nuova residenza in Oklahoma; è il terzo figlio a cui la donna sopravvive dopo Brandon, fratello gemello di Marlon e morto alla nascita nel 1957, e Michael, deceduto nel 2009.
Katherine Jackson ha pubblicato due libri: nel 1990 uscì una sua autobiografia, mentre nel 2010 ha dato alle stampe un libro incentrato sempre su tutta la famiglia, ma questa volta in particolare su suo figlio Michael, a causa della sua scomparsa avvenuta l'anno prima.

## Opere letterarie
- 1990 – My Family. The Jacksons
- 2010 – Never Can Say Goodbye: The Katherine Jackson Story[21]

## Filmografia parziale
- 1988 - Michael Jackson: The Legend Continues (documentario), diretto da Patrick T. Kelly
- 2003 - Michael Jackson's Private Home Movies (documentario), diretto da Brad Lachman
- 2011 - The Life of an Icon (documentario), diretto da Andrew Eastel
- 2016 - Michael Jackson's Journey from Motown to Off the Wall (documentario), diretto da Spike Lee

### Televisione
- 1994 - The Jackson Family Honors
- 2009-2010 - The Jacksons: A Family Dynasty (ep. 1x01, 1x02, 1x03)
- 2010 - The Oprah Winfrey Show
- 2015 - The Jacksons: Next Generation (ep. 1x01, 1x06)
- 2022 - Janet Jackson (docuserie) (ep. 1x01, 1x02, 1x04)

### Video musicali
- 1989 - 2300 Jackson Street (The Jacksons)
- 2021 - Love One Another (Tito Jackson featuring Marlon Jackson)

### Altro
Katherine Jackson è stata interpretata da Angela Bassett nella miniserie del 1992 The Jacksons: An American Dream, da Patricia Idlette nel film Man in the Mirror: The Michael Jackson Story del 2004, da Starletta DuPois in Michael Jackson: Searching for Neverland (anche conosciuto come Being Michael Jackson) del 2017 e verrà interpretata da Nia Long nel biopic Michael in uscita nel 2025.